# شهرستان بارا (سودان)
شهرستان بارا (به عربی: محلیة بارا) یک منطقهٔ مسکونی در سودان است که در کردفان شمالی واقع شده‌است.